# Argos (perro de Odiseo)
En la Odisea, Argos (Ἄργος / Árgos) es el nombre del perro de Odiseo, rey de Ítaca.
Argos aparece en el canto XVII, cuando Odiseo regresa a Ítaca luego de luchar en la Guerra de Troya y deambular por el mar, tras veinte años de ausencia. Odiseo, para enfrentarse mejor a sus enemigos, aparece con sus facciones disimuladas por Atenea y disfrazado de mendigo, de manera que nadie lo reconozca. Pero Argos, enfermo y descuidado, sí lo conoce y lo saluda trabajosamente con la cola. Odiseo, enterado de la fidelidad de su perro y de su estado actual, pero imposibilitado de responder el saludo para no quedar en evidencia, derrama una lágrima y sigue su camino. El perro, cumplida su misión de esperar veinte años a su amo, muere a sus pies.
Después de diez años luchando en Troya, seguidos de diez años más luchando por llegar a casa a Ítaca, Odiseo finalmente llega a su tierra natal. En su ausencia, los imprudentes pretendientes se han apoderado de su casa con la esperanza de casarse con su esposa Penélope. Para volver a entrar en secreto a su casa y finalmente lanzar un ataque sorpresa contra los pretendientes, Odiseo se disfraza de mendigo, y solo su hijo Telémaco se entera de su verdadera identidad. Cuando Odiseo se acerca a su casa, encuentra a Argos acostado descuidado en un montón de estiércol de vaca, infestado de pulgas, viejo y muy cansado. Este es un fuerte contraste con el perro que Odiseo dejó atrás; Argos era conocido por su velocidad y fuerza y sus habilidades superiores de rastreo. A diferencia de todos los demás, incluido Eumeo, un amigo de toda la vida, Argos reconoce a Odiseo de inmediato y tiene la fuerza suficiente para dejar caer las orejas y mover la cola, pero no puede levantarse para saludar a su amo. Incapaz de saludar a su amado perro, ya que esto delataría quién era realmente, Odiseo pasa (pero no sin derramar una lágrima) y entra en su sala, y Argos muere.

## Influencia en la cultura
En el relato "El inmortal", de Jorge Luis Borges, cuando el personaje llega a la ciudad de los inmortales, al primer humano que encuentra lo llama Argos. Luego resultará ser Homero.